# S/S Prins August

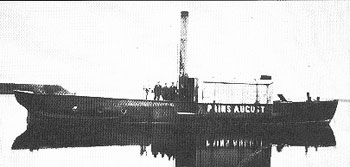
S/S Prins August i Insjöns hamn omkring 1898. Ångbåten är under ombyggnad till pråm och hjulhusen är bortmonterade. Båten ligger också högt i vattnet då man just monterat bort ångmaskinen.

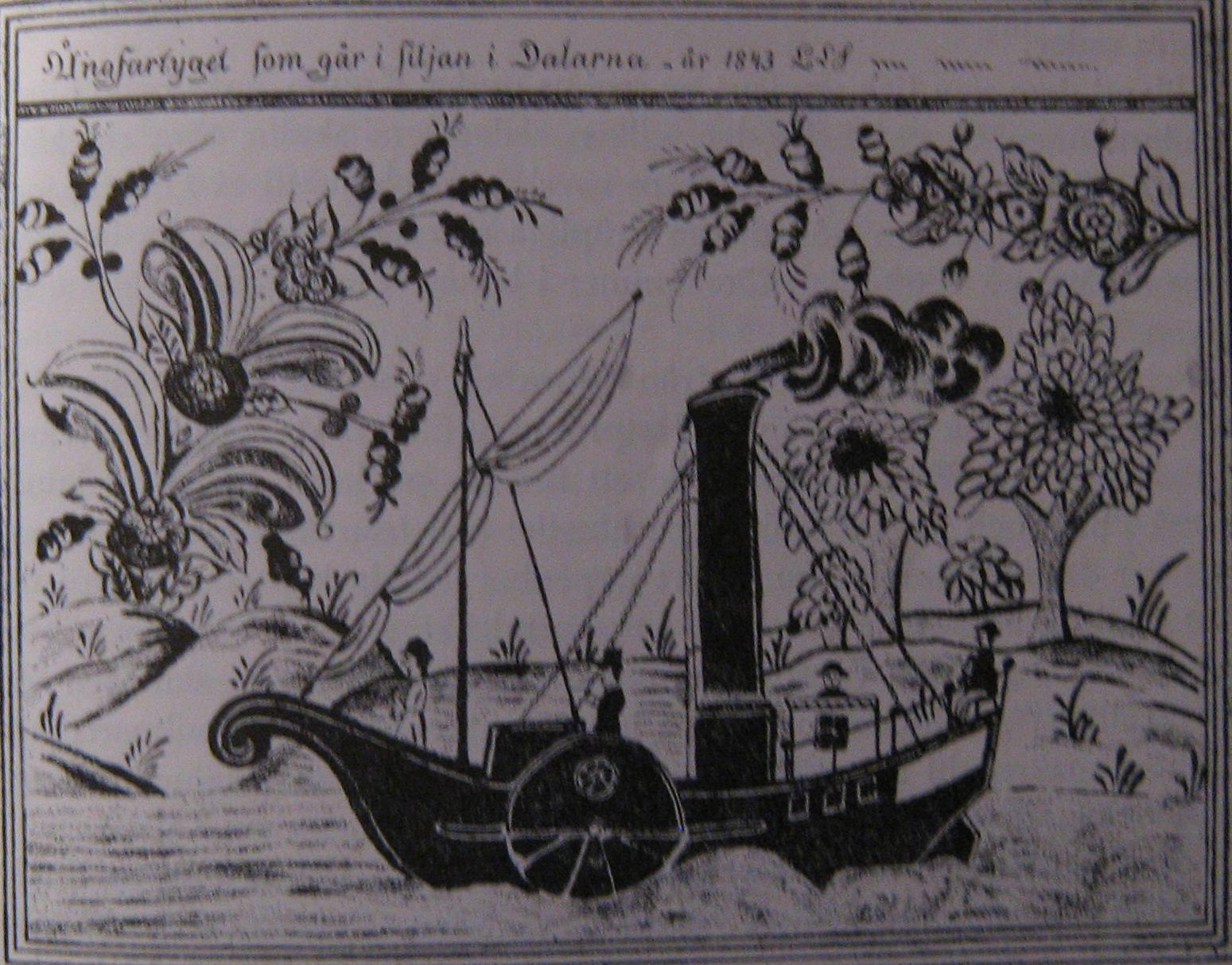
"Ångfartyget som går i siljan i Dalarna", dalmålning föreställande Prins August i sitt ursprungliga skick, målad av Sömskar Lars Larsson 1843. Återgiven av Erst Bosaeus i "Nytt tafvelgalleri från stugor i Dalom".

S/S Prins August var en hjulångare som trafikerade sjön Siljan, åren 1839-1918. Den kallades "Skovel-August", alternativt "prinsen", av folk i gemen. S/S Prins August, som var uppkallad efter Oscar I:s son prins August, var det första ångfartyget på Siljan.
Redan 1824 hade det förekommit planer på att införa ångbåtstrafik på Siljan för att underlätta transporterna. Drivande var främst brukspatron I.G. Classon på Furudals bruk. Den 6 november 1837 realiserades slutligen planerna med bildandet av Ångbogseringes rederiet på Siljan. Intressenter i bolaget var främst bruk kring Siljan. Furudals bruk ägde 16 aktier, Fredshammars bruk som samarbetade med Bäcka bruk och masugn 10 aktier, Limå bruk fyra aktier samt Siljansfors bruk fyra aktier. Förutom dessa märks Johannisholms glasbruk med två aktier och Dalfors bruk med två aktier.
Ångmaskinerna inköptes vid Motala verkstad, och levererades till Bäcka på norra sidan av Orsasjön, där fartyget byggdes. Prins August var klar 1838, men sjösättningen skedde först våren 1839.
Skeppets främsta uppgift blev att bogsera malmpråmar till bruken från Gråda och Tunsta, och därefter föra stångjärn i retur till Tunsta och Gråsta. Man inrättade även ett uppbördkontor i Leksand, där varor och effekter som transporterades skulle anges och betalas. Totalt användes under prins Augusts brukstid 18 olika pråmar för transporter.
Redan från början användes Prins August även för passagerartrafik. På 1840-talet började fartyget även användas för bogsering av timmerpråmar. Då järnbruken fick allt sämre tider under 1860-talet fick timmerflottningen allt större betydelse. Man hade dock på 1860-talet börjat spela fram timret över Siljan med hjälp av pråmar, 1862 insattes S/S Tomten som flottningsbåt på Siljan, och sedan fler flottningsbåtar införskaffats, var Prins Augusts tjänster här överflödiga. Ångbåtstrafiken gick alltmer med förlust, och 1877 upphörde pråmtrafiken med järnmalm på Siljan. Prins August hyrdes nu ut till Ångbåtsbolaget på Siljan för trafik. Då hade dock de modernare ångfartyget Mora och nyligen Gustaf Wasa tagit upp konkurrensen. Från 1884 transporterade Prins August träkolspråmar över Siljan till dess S/S Bergslaget övertog bogseringen. 1898 plockades slutligen ångmaskinen ut och fartyget degraderades till lastpråm. Det tjänstgjorde som sådan på Siljan fram till 1918, då det transporterades till sjön Väsman utanför Ludvika, där den slutade sina dagar.
Prins August genomgick under sin tid omfattande ombyggnader. Ursprungligen hade skeppet träskrov, som 1856 ersattes av ett nytt järnskrov. De ursprungliga ångmaskinerna om 14 hästkrafter, som redan 1850 genomgick en omfattande reparation, ersattes 1862 av två nya om 24 hästkrafter, och fick samtidigt en ny ångpanna, förstärkning av hjulhusen och en ny överbyggnad.